# 中華帝國
中華帝國是1915年12月12日至1916年3月22日间，時任中華民國大總統袁世凯在多重因素影响下预备成立的一个君主立宪制政權。因為袁氏原定年号為「洪宪」，並以1916年為洪憲元年，亦称洪憲帝制。因包括蔡锷領導的護國軍、日本支持的中华革命党以及宗社党的前朝遺老等各方勢力接連挑戰，使中华帝国还未对世界各國宣布成立便以失败收场，而袁世凱在此期間並未正式登基為皇帝，對外則仍以「中華民國」為國號。中華帝國從袁世凯接纳国民代表推戴为皇帝的1915年12月12日起算，「國祚」僅102天，而從改元的1916年1月1日起算更僅82天。

## 興衰經過

### 背景

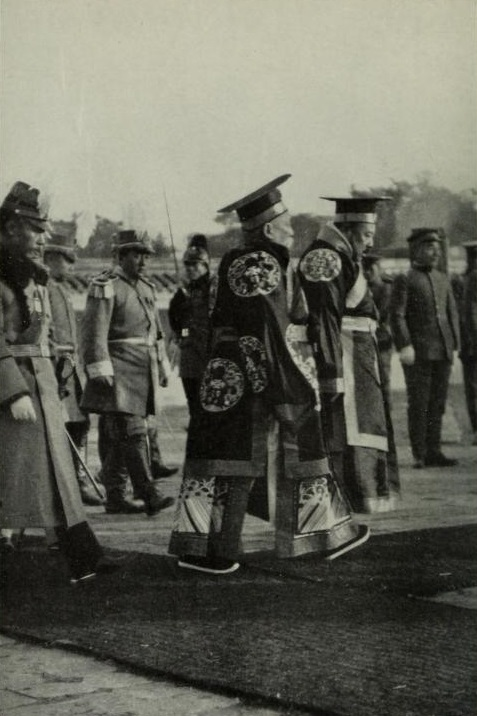
1914年12月23日冬至，袁世凯在北京天坛祭天

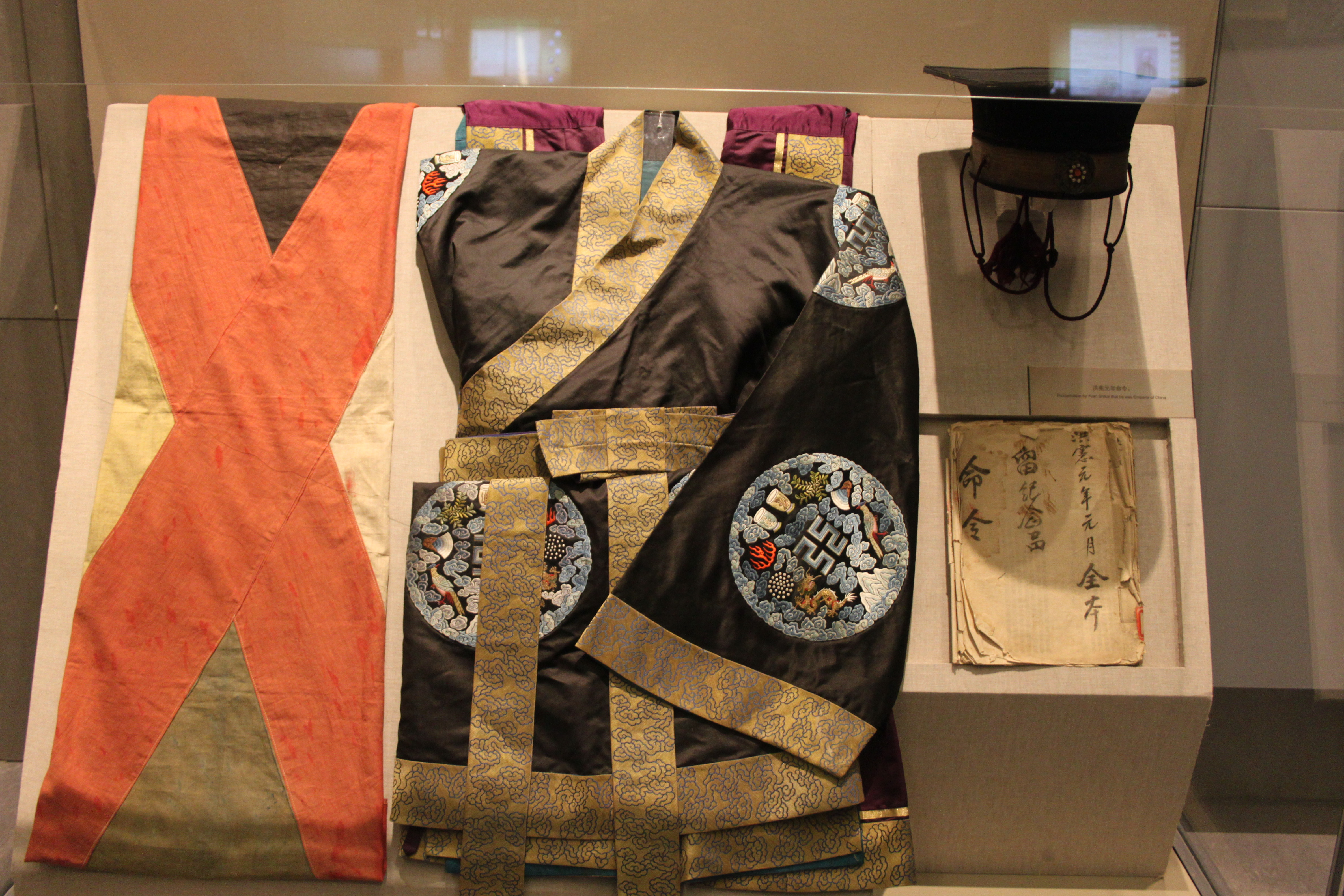
袁世凯祭祀冠服用具，中国国家博物馆藏

中国为应付日本提出的《二十一条》要求，经三个多月交涉，签订了《關於南滿洲及東部內蒙古之條約》及《關於山東之條約》，1915年6月，条约文本互换后，忽然有日本报章传说袁世凯有意称帝，虽然袁世凯极力否认，但“共和不适于中国国情”的言论，渐渐在社会上传播。7月6日，袁世凯任命杨度、梁启超等10人为宪法起草委员，再次草拟新宪法，预期于是年11月完成。8月3日，由通晓中国事务的前哈佛大学校长查尔斯·艾略特为袁世凯安排的美籍憲法顧問古德諾教授发表的《共和与君主论》称：“......大多数之人民智识不甚高尚......由专制一变而为共和，此诚太骤之举动，难望有良好结果......總統繼承問題，尚未解決……他日或因此種問題酿成祸乱，如一时不即扑灭，或驯至败坏中国之独立......中国如用君主制，较共和制为宜，此殆无可疑者也。”

1915年8月19日，楊度串聯孫毓筠、李燮和、胡瑛、劉師培及嚴復成立籌安會，聲言「共和不適用於中國」。愈來愈多的「請願團」上書，要求變更國體。也有部分反对的声音，如進步黨黨首、前司法總長梁啟超發表《異哉所謂國體問題者》在《大中华》月刊发表，堅持其對變更國體的一貫反對。而籌安會却发表大量支持實行君主立憲的文章，楊度认为国家必须「定于一」（一元化领导），才能安定，在安定的环境中才能立宪，并逐渐富强。他提出了两个论据来证明只有实行君主立宪才能救中国。其一：中国人文化程度低，共和难以立宪，只有君主才能立宪，与其名共和真专制，不如名正言顺君主立宪。其二，共和国选举总统时容易发生动乱。他说：「非先除此竞争元首之弊，国家永无安宁之日，计唯有易大总统为君主，使一国元首立于绝对不可竞争之地位，庶几足以止乱」。另外，袁世凯还收到《全国护军使劝进称帝文书》，全国各省督军都有签名，包括云南代表蔡锷和唐继尧，两人日后发动护国战争讨伐袁世凯。劝进文书写道：
| “ | ……芝贵等实见中国国情，非毅然舍民主而改用君主不足以奠长久之治安，是以合词密恳元首，俯仰舆情，扶植正论，使国体早得根本解决，国基早定根本之地位…… | ” |

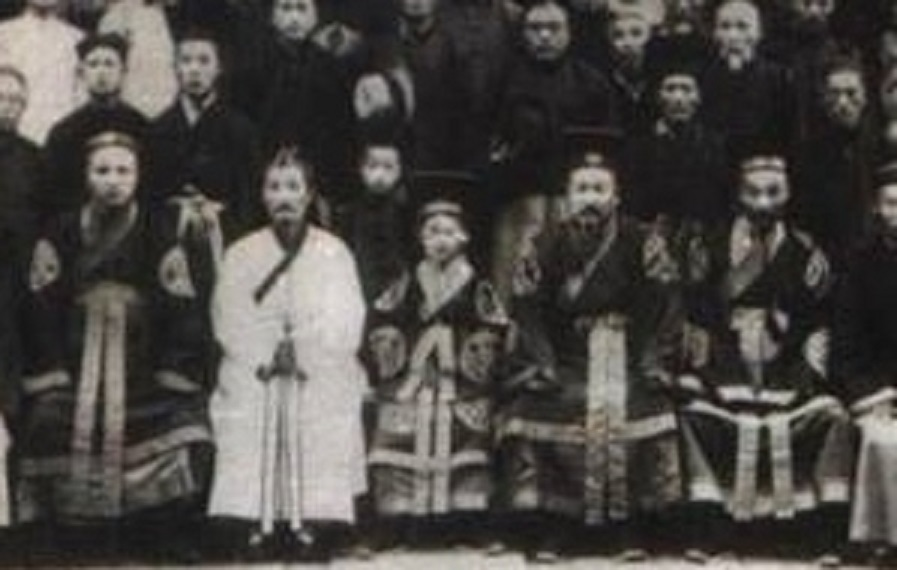
在洪憲帝制汉服被恢复

8月23日成立后的「籌安會」召集各省文武官吏和商会团体进京商讨国体事宜，各文武官吏除少数表示拥护共和外，大都表示必须改变国体。8月25日，蔡锷领导军人请愿帝制。袁世凯的儿子袁克定亦偽造《順天時報》，營造日本帝國支持袁世凱稱帝的氛圍。

### 國民代表大會

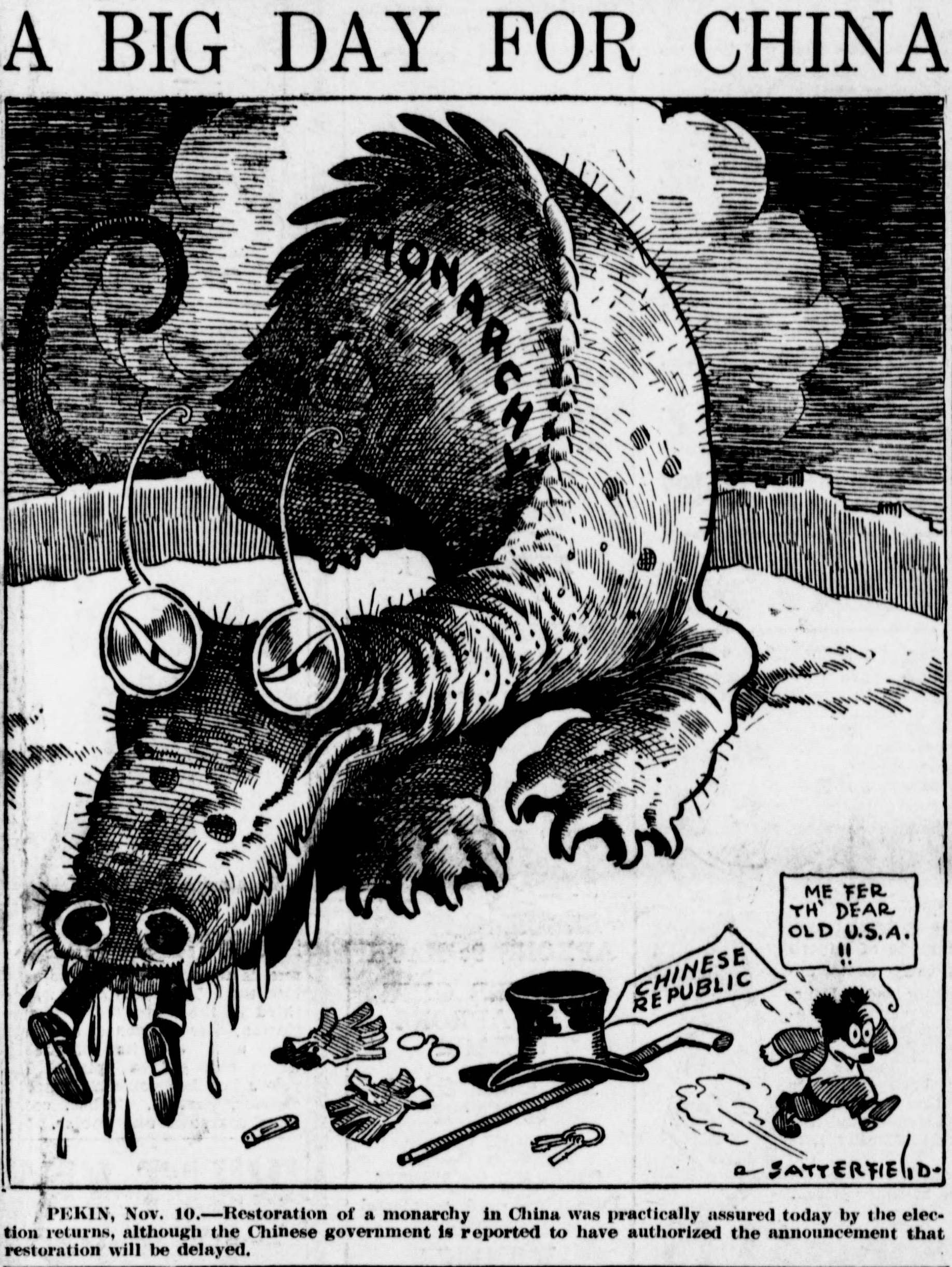
1915年讽刺袁世凯的“国体投票”全票通过的漫画

1915年8月30日，以朱启钤为首的筹安会君子密电各省将军、巡按使：“现拟定第一次办法，用各省公民名义，向参政院代行立法院上请愿改革书，表示人民趋向君主之意，再由立法院议定进行之法。大致每省各具一请愿书，均由此间代办，随将稿底电闻，诸公同意，即将尊名并贵省同意绅商列人，俟立法院开院时，各省陆续呈递。总之，改革国体问题，将来必用民意机关解决之。”:375

9月1日，参政院举行开幕典礼，沈云沛、周家彦、楊纘緒等人请愿改变国体，此后数日，支持帝制的请愿团纷纷向参政院投递请愿书，掀起了请愿实行君主立宪风潮，这是第一次请愿。9月10日，国民会议议事务局给各省的电报中说明：“此次所谓以国民代表大会决定云者，不过取正式之赞同，更无研究之隙地。将来投票决定，必须使各地代表共同一致主张改为君宪国体，而非以共和、君主两种主义听国民选择自由。故于选举投票之前，应由贵监督暗中物色可以代表此种民意之人，先事预备，并多方设法使于投票时得以当选，庶将来决定投票不致参差。”:3819月6日，袁世凯派楊士琦到参政院代行立法院宣读他的意见书：“本大总统所见，改革国体，经纬万端，极应审慎；如急遽轻举，恐多窒碍。本大总统有保持大局之责，认为不合事宜。”风潮似是稍稍平息，但14日，沈云沛、烏泽声、赵倜等又有第二次请愿，梁士诒等人更在19日成立「全国请愿联合会」，鼓动组织请愿团，向参政院呈上第三次请愿书，要求召开国民会议，由全国选出代表決定国体问题。10月6日，參政院代行立法院通過《國民代表大會組織法》，袁世凯于8日公布施行，后由全国选出1993名國民代表。12月11日上午9時，國民代表就國體變更进行投票，结果国民代表大会以全票通过同意君主立宪制。上午11時許，各省代表民意第一次请求袁世凯就任中华帝国皇帝，袁以无德无能婉拒，下午六時，代表再請袁爲皇帝。12月12日，袁接纳代表们第二次推戴，但假惺惺的说：
第创造弘基，事体繁重，洵不可急遽举行，致涉疏率，应饬各部院就本管事务，会同详細筹备，一俟筹备完竣，再行呈請施行。
未有立即登基，但早已于11月29日秘密成立大典筹备处，准备登基事宜，择日即皇帝位，更由朱啓鈐監修紫禁城內各宮殿。袁的法律顾问日本人有贺长雄仿照《日本皇室典范》拟定《新皇室规范》：
| “ | 一、中华帝国大皇帝传统子孙，万世延绵。二、大皇帝位传统嫡长子为皇太子，皇太子有故，则传嫡皇太孙。嫡皇太孙有故，则立皇二子为太子，立太子以嫡不以长。三、中华帝国大皇帝，为汉满蒙回藏五族大皇帝，公主、郡主得下嫁五族臣民。四、皇室自亲王以下，至于宗室，犯法治罪，与庶民同一法律。五、亲王、郡王得为海、陆军官，不得组织政党，及为重要政治官吏。六、永远废除太监制度。七、宫中设立女官，永远废除采选宫女制度。八、永远废除各方进呈贡品制度（满、蒙、回、藏各王公世爵年班朝觐贡品，仍准照常办理外）。九、皇室典礼事务，设宫内大臣掌领之。十、凡皇帝亲属，不得经营商业，与庶民争利。 | ” |

12月21日、22日及23日，袁世凯大封各省将军、巡按使、护军使、镇守使、各師師長及手握军权之人五等爵（详下）。31日，宣佈改次年为洪憲元年，取「弘扬宪法」之意，並預備改国号为中华帝国，大總統府則改爲新華宮（今中南海）。

### 南方起义
1915年11月10日，上海镇守使鄭汝成被刺殺，12月5日，革命党又在上海夺取肇和艦，炮击製造局，南方局势渐见不稳。曾表示支持君主立宪的蔡锷于11月中逃离北京，回到云南后，即与唐继尧等人在12月25日联名通电全国，宣布云南独立，讨伐袁世凯。蔡锷在雲南起義之后，袁世凱下令征伐滇军，北洋軍和滇军互有勝負，與此同時，中華革命黨也趁機活動。1915年11月日本情报组织东亚同文会成员、日本众议员犬养毅的亲信萱野长知被孙中山委任为中华革命军中国东北军顾问，在山东青岛设置司令部，日本军队控制的胶济铁路沿线全力协助。中华革命军所用枪械全部由日本供应，日本人还组织一些野战医院专程负责战场医疗。

### 日本作梗
日本提出《二十一条》後，袁世凯政府通過簽訂中日民四条约來應付，未能全部滿足日本的要求，袁世凯在《二十一条》交涉前后逐渐向欧美各国靠拢用来制衡日本，日本决定推翻袁世凯政权。在南方發動動亂和起义后，日本政府在背后提供多方面的支持。
- 1915年10月28日，日本代理公使小幡酉吉与英、俄两国公使到外交部面晤陸徵祥[31]，提出劝告[32]，缓行帝制。
- 1916年1月9日，孙中山电告上海总机关部，日本政府派青木海军中将来沪，嘱与联络；[1]
- 1916年1月19日，大隈重信内阁通过注意中国南方动乱的决议[33]，日本领事退回有「洪宪元年」四字的外交文书[34]。
- 1916年2月19日，孙中山与日本久原房之助订立借款七十万日元；[1]
- 1916年2月21日，大陆政策急先锋田中义一向冈市之助建议采取手段让袁世凯退出并扶植日本的政治势力；
- 1916年3月1日，日本驻沪武官青木中将晤梁启超，商量讨袁一事，并设法赴广西；[1]
- 1916年3月7日，大隈重信内阁决定要袁世凯退出权力圈，因为袁世凯不能保障日本在华利益；[35]
- 1916年3月15日，代理奉天日本总领事矢田七太郎电告外务省，日本人策动宗社党起事；
- 1916年3月30日，日本太仓喜八郎以百万日元资助前清肃亲王善耆的宗社党；
- 1916年5月4日，中华革命军东北军得到日本资助，从青岛到潍县，攻击东城。

### 帝取消
袁世凱在1916年3月22日宣布取消帝制，其筹备帝制時間前後共計102天（此年為閏年），又于23日，废止洪宪年号。
直至袁世凯对内宣布取消帝制都未正式登基，年号洪宪仅在内部流传，对外仍称民国，故袁世凯仍是民国大总统，但滇军坚持要袁世凯下台。革命党人继续行動。5月4日，梁启超电劝段祺瑞出以果断，劝袁世凯退位。5月6日，袁世凯通电陈宧，同意退位，但需要先商定善后。1916年5月8日，在广东肇庆护国军军务院，梁啟超任抚军兼政务委员长继续护国运动。5月下旬袁世凯忧愤成疾，冯国璋联络各省于5月17日组织召开南京会议，因各省区将军代表谋略不一，会议无果而终。在重大打击及交煎下，袁世凯于6月6日上午10时15分逝世。

## 國旗、國徽、國歌
中華帝國雖未能成立，但已預先定立國旗和國歌。國徽則沿用北洋政府的十二章國徽。國歌沿用1915年5月制定的北洋政府国歌《中華雄立宇宙間》，但歌词“共和五族”改为“勋华揖让”。
- 預定採用的國旗[來源請求]
- 實際採用的國旗 [38]
- 十二章國徽

## 封爵
自1915年12月12日袁世凯接受推戴，至1916年3月22日申令撤销承认帝制案，其间有关帝制的命令主要为封爵。以下列出封爵名单及封爵时间：
| 旧侣               | 旧侣               | 旧侣               | 1915-12-18 | 1915-12-18 | 1915-12-18 | 黎元洪、奕劻、载沣、世续、那桐、锡良、周馥 | 黎元洪、奕劻、载沣、世续、那桐、锡良、周馥 | 黎元洪、奕劻、载沣、世续、那桐、锡良、周馥 | 黎元洪、奕劻、载沣、世续、那桐、锡良、周馥 |
| 故人               | 故人               | 故人               | 1915-12-18 | 1915-12-18 | 1915-12-18 | 徐世昌、赵尔巽、李经羲、张謇 | 徐世昌、赵尔巽、李经羲、张謇 | 徐世昌、赵尔巽、李经羲、张謇 | 徐世昌、赵尔巽、李经羲、张謇 |
| 耆硕               | 耆硕               | 耆硕               | 1915-12-18 | 1915-12-18 | 1915-12-18 | 王闿运、马相伯 | 王闿运、马相伯 | 王闿运、马相伯 | 王闿运、马相伯 |
| 武義親王           | 武義親王           | 武義親王           | 1915-12-15 | 1915-12-15 | 1915-12-15 | 黎元洪 | 黎元洪 | 黎元洪 | 黎元洪 |
| 衍圣公（袭封）     | 衍圣公（袭封）     | 衍圣公（袭封）     | 1916-1-1   | 1916-1-1   | 1916-1-1   | 孔令贻 | 孔令贻 | 孔令贻 | 孔令贻 |
| 一等忠襄公（追封） | 一等忠襄公（追封） | 一等忠襄公（追封） | 1915-12-22 | 1915-12-22 | 1915-12-22 | 赵秉钧 | 赵秉钧 | 赵秉钧 | 赵秉钧 |
| 一等公             | 一等公             | 一等公             | 1915-12-21 | 1915-12-21 | 1915-12-21 | 龍濟光、張勳、馮國璋、姜桂題、段芝貴、倪嗣沖 | 龍濟光、張勳、馮國璋、姜桂題、段芝貴、倪嗣沖 | 龍濟光、張勳、馮國璋、姜桂題、段芝貴、倪嗣沖 | 龍濟光、張勳、馮國璋、姜桂題、段芝貴、倪嗣沖 |
| 二等公             | 二等公             | 二等公             | 1915-12-23 | 1915-12-23 | 1915-12-23 | 劉冠雄 | 劉冠雄 | 劉冠雄 | 劉冠雄 |
| 一等侯             | 一等侯             | 一等侯             | 1915-12-21 | 1915-12-21 | 1915-12-21 | 湯薌銘、李純、朱瑞、陸榮廷、趙倜、陳宧、唐繼堯、閻錫山、王占元 | 湯薌銘、李純、朱瑞、陸榮廷、趙倜、陳宧、唐繼堯、閻錫山、王占元 | 湯薌銘、李純、朱瑞、陸榮廷、趙倜、陳宧、唐繼堯、閻錫山、王占元 | 湯薌銘、李純、朱瑞、陸榮廷、趙倜、陳宧、唐繼堯、閻錫山、王占元 |
| 一等昭勇伯（追封） | 一等昭勇伯（追封） | 一等昭勇伯（追封） | 1915-12-22 | 1915-12-22 | 1915-12-22 | 徐宝山 | 徐宝山 | 徐宝山 | 徐宝山 |
| 一等伯             | 一等伯             | 一等伯             | 1915-12-21 | 1915-12-21 | 1915-12-21 | 張錫鑾、朱家宝、張鳴岐、田文烈、靳雲鵬、楊增新、陸建章、孟恩遠、屈映光、齐耀琳、曹錕、楊善德 | 張錫鑾、朱家宝、張鳴岐、田文烈、靳雲鵬、楊增新、陸建章、孟恩遠、屈映光、齐耀琳、曹錕、楊善德 | 張錫鑾、朱家宝、張鳴岐、田文烈、靳雲鵬、楊增新、陸建章、孟恩遠、屈映光、齐耀琳、曹錕、楊善德 | 張錫鑾、朱家宝、張鳴岐、田文烈、靳雲鵬、楊增新、陸建章、孟恩遠、屈映光、齐耀琳、曹錕、楊善德 |
| 一等伯             | 一等伯             | 一等伯             | 1915-12-23 | 1915-12-23 | 1915-12-23 | 雷震春 | 雷震春 | 雷震春 | 雷震春 |
| 一等子             | 一等子             | 一等子             | 1915-12-21 | 1915-12-21 | 1915-12-21 | 朱慶瀾、張廣建、李厚基、劉顯世 | 朱慶瀾、張廣建、李厚基、劉顯世 | 朱慶瀾、張廣建、李厚基、劉顯世 | 朱慶瀾、張廣建、李厚基、劉顯世 |
| 一等子             | 一等子             | 一等子             | 1915-12-23 | 1915-12-23 | 1915-12-23 | 陈光远、米振标、张文生、马继曾、张敬尧 | 陈光远、米振标、张文生、马继曾、张敬尧 | 陈光远、米振标、张文生、马继曾、张敬尧 | 陈光远、米振标、张文生、马继曾、张敬尧 |
| 二等子             | 二等子             | 二等子             | 1915-12-23 | 1915-12-23 | 1915-12-23 | 倪毓棻、张作霖、萧良臣 | 倪毓棻、张作霖、萧良臣 | 倪毓棻、张作霖、萧良臣 | 倪毓棻、张作霖、萧良臣 |
| 一等男             | 一等男             | 一等男             | 1915-12-21 | 1915-12-21 | 1915-12-21 | 許世英、戚揚、呂調元、金永、蔡儒楷、段書雲、任可澄、龍建章、王揖唐、沈金鑑、何宗蓮、張懷芝、潘榘楹、龍覲光、陳炳焜、盧永祥 | 許世英、戚揚、呂調元、金永、蔡儒楷、段書雲、任可澄、龍建章、王揖唐、沈金鑑、何宗蓮、張懷芝、潘榘楹、龍覲光、陳炳焜、盧永祥 | 許世英、戚揚、呂調元、金永、蔡儒楷、段書雲、任可澄、龍建章、王揖唐、沈金鑑、何宗蓮、張懷芝、潘榘楹、龍覲光、陳炳焜、盧永祥 | 許世英、戚揚、呂調元、金永、蔡儒楷、段書雲、任可澄、龍建章、王揖唐、沈金鑑、何宗蓮、張懷芝、潘榘楹、龍覲光、陳炳焜、盧永祥 |
| 一等男             | 一等男             | 一等男             | 1915-12-23 | 1915-12-23 | 1915-12-23 | 林葆怿、饶怀文、吴金彪、王金镜、鲍贵卿、宝德全、马联甲、马安良、白宝山、昆源、施从滨、黎天才、杜锡钧、王廷桢、杨飞霞、江朝宗、徐邦杰、李进才、吕公望、马龙标、吴炳湘                                                                       | 林葆怿、饶怀文、吴金彪、王金镜、鲍贵卿、宝德全、马联甲、马安良、白宝山、昆源、施从滨、黎天才、杜锡钧、王廷桢、杨飞霞、江朝宗、徐邦杰、李进才、吕公望、马龙标、吴炳湘                                                                       | 林葆怿、饶怀文、吴金彪、王金镜、鲍贵卿、宝德全、马联甲、马安良、白宝山、昆源、施从滨、黎天才、杜锡钧、王廷桢、杨飞霞、江朝宗、徐邦杰、李进才、吕公望、马龙标、吴炳湘                                                                       | 林葆怿、饶怀文、吴金彪、王金镜、鲍贵卿、宝德全、马联甲、马安良、白宝山、昆源、施从滨、黎天才、杜锡钧、王廷桢、杨飞霞、江朝宗、徐邦杰、李进才、吕公望、马龙标、吴炳湘                                                                       |
| 一等男             | 一等男             | 一等男             | 1916-1-28  | 1916-1-28  | 1916-1-28  | 李嘉品 | 李嘉品 | 李嘉品 | 李嘉品 |
| 二等男             | 二等男             | 二等男             | 1915-12-21 | 1915-12-21 | 1915-12-21 | 李兆珍、王祖同 | 李兆珍、王祖同 | 李兆珍、王祖同 | 李兆珍、王祖同 |
| 二等男             | 二等男             | 二等男             | 1915-12-23 | 1915-12-23 | 1915-12-23 | 吴俊陞、王怀庆、吴庆桐、冯德麟、王纯良、李耀汉、马春发、胡令宣、莫荣新、谭浩明、周骏、刘存厚、叶颂清、张载阳、张子贞、刘祖武、石星川 | 吴俊陞、王怀庆、吴庆桐、冯德麟、王纯良、李耀汉、马春发、胡令宣、莫荣新、谭浩明、周骏、刘存厚、叶颂清、张载阳、张子贞、刘祖武、石星川 | 吴俊陞、王怀庆、吴庆桐、冯德麟、王纯良、李耀汉、马春发、胡令宣、莫荣新、谭浩明、周骏、刘存厚、叶颂清、张载阳、张子贞、刘祖武、石星川 | 吴俊陞、王怀庆、吴庆桐、冯德麟、王纯良、李耀汉、马春发、胡令宣、莫荣新、谭浩明、周骏、刘存厚、叶颂清、张载阳、张子贞、刘祖武、石星川 |
| 二等男             | 二等男             | 二等男             | 1916-2-21  | 1916-2-21  | 1916-2-21  | 熊祥生 | 熊祥生 | 熊祥生 | 熊祥生 |
| 三等男             | 三等男             | 三等男             | 1915-12-23 | 1915-12-23 | 1915-12-23 | 石振声、何丰林、臧致平、吴鸿昌、王懋宾、唐国谟、方更生、张仁奎、陈德修、殷恭先、周金城、李绍臣、康永胜、常德盛、张殿如、马福祥、张树元、李长泰、许兰洲、朱熙、孔庚、方玉普、马龙潭、裴其勋、朱福全、隆世储、方有田、陈树藩、陆裕光、杨以德 | 石振声、何丰林、臧致平、吴鸿昌、王懋宾、唐国谟、方更生、张仁奎、陈德修、殷恭先、周金城、李绍臣、康永胜、常德盛、张殿如、马福祥、张树元、李长泰、许兰洲、朱熙、孔庚、方玉普、马龙潭、裴其勋、朱福全、隆世储、方有田、陈树藩、陆裕光、杨以德 | 石振声、何丰林、臧致平、吴鸿昌、王懋宾、唐国谟、方更生、张仁奎、陈德修、殷恭先、周金城、李绍臣、康永胜、常德盛、张殿如、马福祥、张树元、李长泰、许兰洲、朱熙、孔庚、方玉普、马龙潭、裴其勋、朱福全、隆世储、方有田、陈树藩、陆裕光、杨以德 | 石振声、何丰林、臧致平、吴鸿昌、王懋宾、唐国谟、方更生、张仁奎、陈德修、殷恭先、周金城、李绍臣、康永胜、常德盛、张殿如、马福祥、张树元、李长泰、许兰洲、朱熙、孔庚、方玉普、马龙潭、裴其勋、朱福全、隆世储、方有田、陈树藩、陆裕光、杨以德 |
| 三等男             | 三等男             | 三等男             | 1916-2-21  | 1916-2-21  | 1916-2-21  | 李炳之、吴佩孚 | 李炳之、吴佩孚 | 李炳之、吴佩孚 | 李炳之、吴佩孚 |
| 三等男             | 三等男             | 三等男             | 1916-3-7   | 1916-3-7   | 1916-3-7   | 馮玉祥 | 馮玉祥 | 馮玉祥 | 馮玉祥 |
| 一等轻车都尉世职   | 一等轻车都尉世职   | 一等轻车都尉世职   | 1915-12-23 | 1915-12-23 | 1915-12-23 | 曾兆麟、林永谟、杜锡珪、汤廷光 | 曾兆麟、林永谟、杜锡珪、汤廷光 | 曾兆麟、林永谟、杜锡珪、汤廷光 | 曾兆麟、林永谟、杜锡珪、汤廷光 |

## 法律地位
中華帝國實為一在成立過程中即告流产的國家。成立過程前後有關的憲法和國際法問題，自引起學者之關注。然而直到袁世凱宣布废除帝制都未正式登基，也无在国际上正式宣布成立中华帝国，任何國家無從承認中華帝國，在外交中袁世凱一直用「中華民國大總統」的身份應對各國。

## 评价
中共学者、甘肃社科院研究员张永东，为世人不解袁世凯称帝而痛心疾首，他说：“袁世凯的这个改朝换代没花任何代价，他只不过就是议会里的人，通过请求的办法，让袁世凯来改制，这个有什么错呢？咱们大家都知道称帝只有在暴力的条件下才叫称帝，如果不在暴力的条件下不叫称帝。”“袁世凯的共和改制，主要是为了避免中国出现争总统这个问题。当时想当总统的人太多了，孙中山想当总统，广东的胡汉民都想当总统。当时有两个大学问家，一个叫杨度，咱们现在知道，还有美国的一个人，他是美国政治学会的会长、哥伦比亚大学的教授，他就给袁世凯讲，你现在这个办法，搞一个固定的，大家都不争，这样的话国家就平稳地过渡。其实袁世凯当时也出于好心。”“避免国内出现战争，这是当时袁世凯最大的想法，我觉得袁世凯在这方面做的牺牲太大了。”